# 나르길레 게리보바
나르길레 게리보바(아제르바이잔어: Nargilə Qəribova, 1977년 3월 3일 ~ )는 아제르바이잔의 배우이다.